# Verticillium sulphurellum
Verticillium sulphurellum är en svampart som beskrevs av Sacc. 1882. Verticillium sulphurellum ingår i släktet Verticillium och familjen Plectosphaerellaceae.   Inga underarter finns listade i Catalogue of Life.